# Korridoren (idrottshall i Kristianstad)

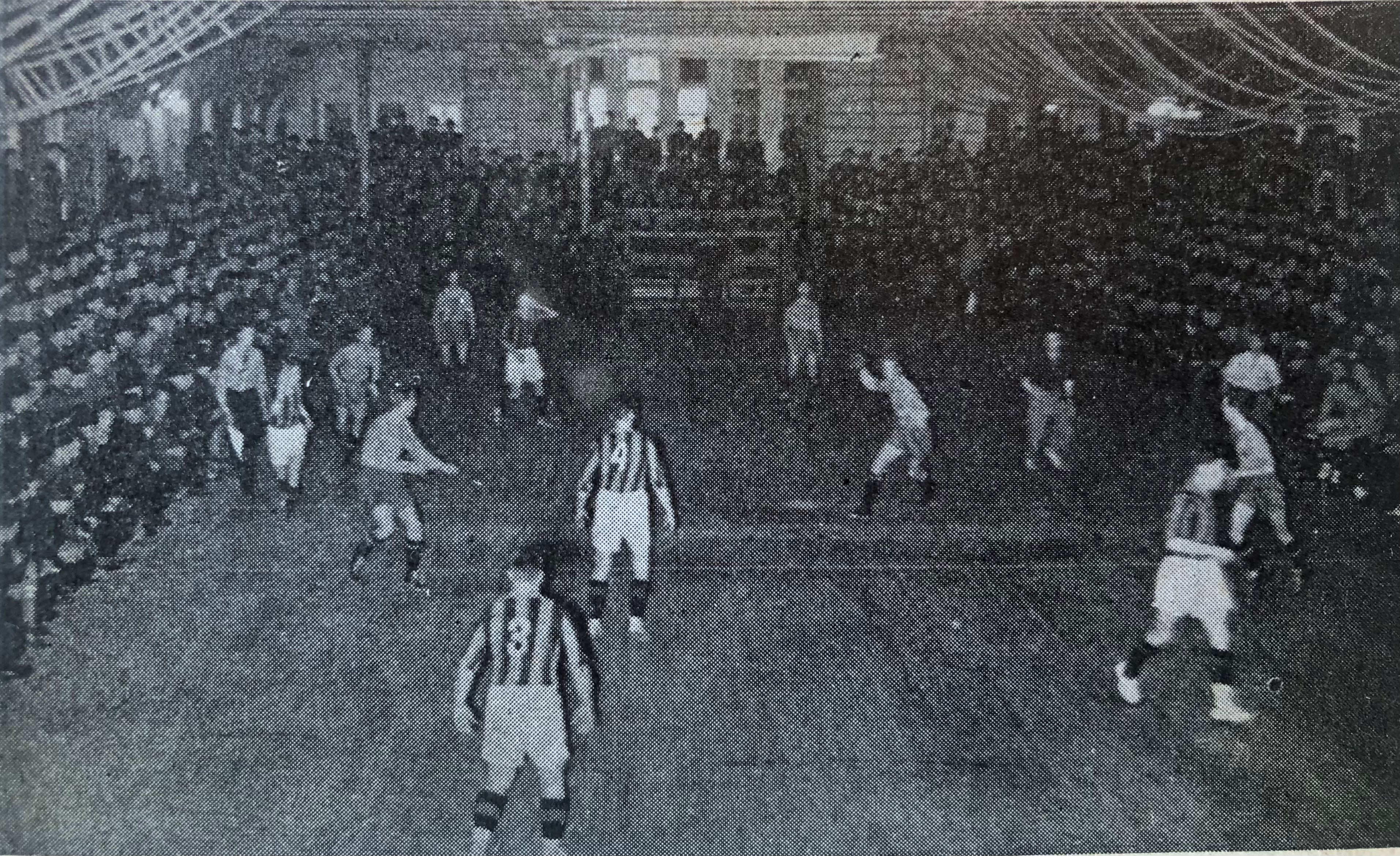
IFK Kristianstad - Djurgårdens IF, Allsvenskan 1939-12-10, Publikrekord 1655

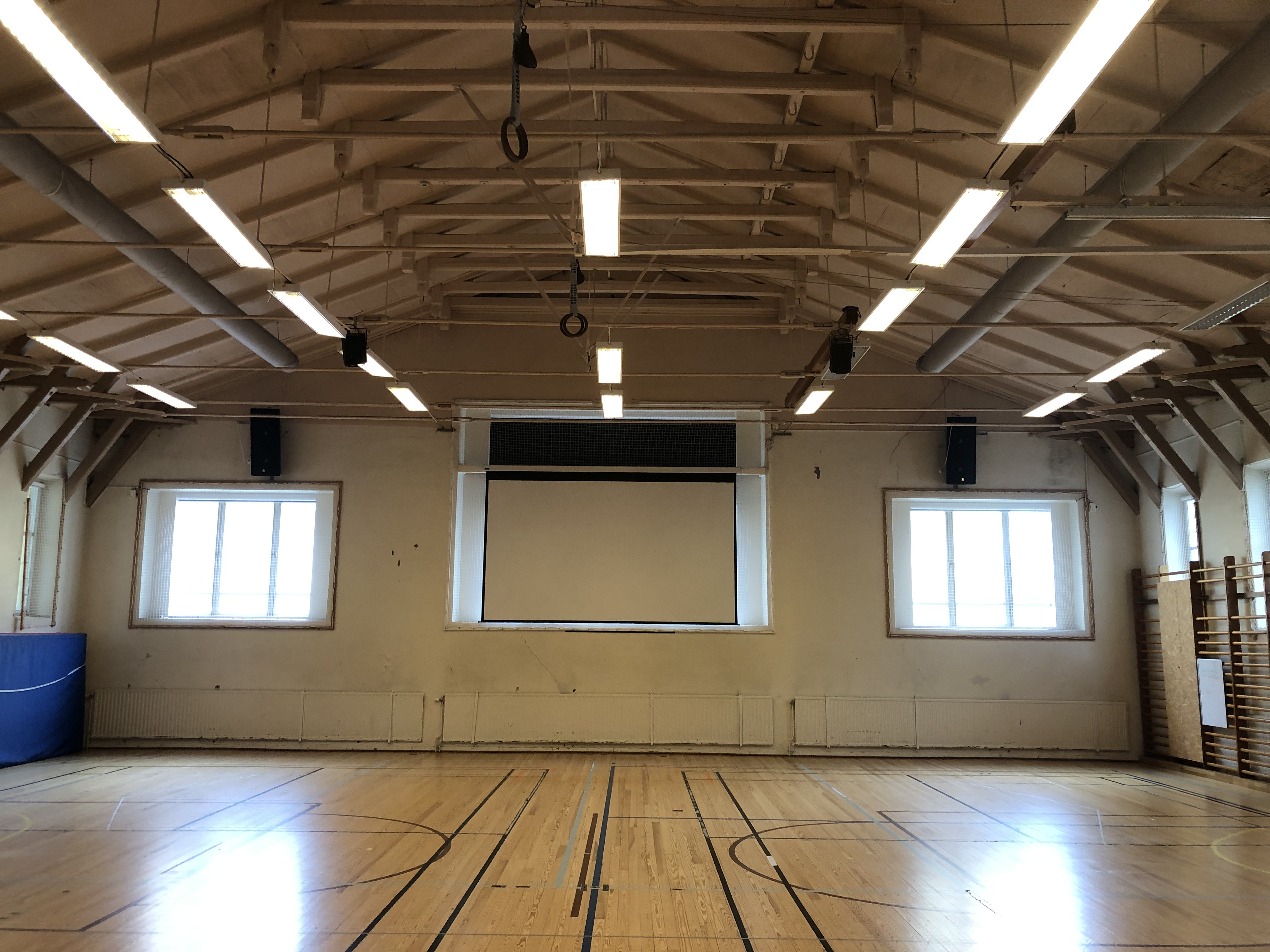
Befintlig (2023) gymnastiksal i Korridoren med parkettgolvet i original, och som visar hur det såg ut i dåtidens idrottshall med golv, väggar, fönster, takkonstruktion och ribbstolar.

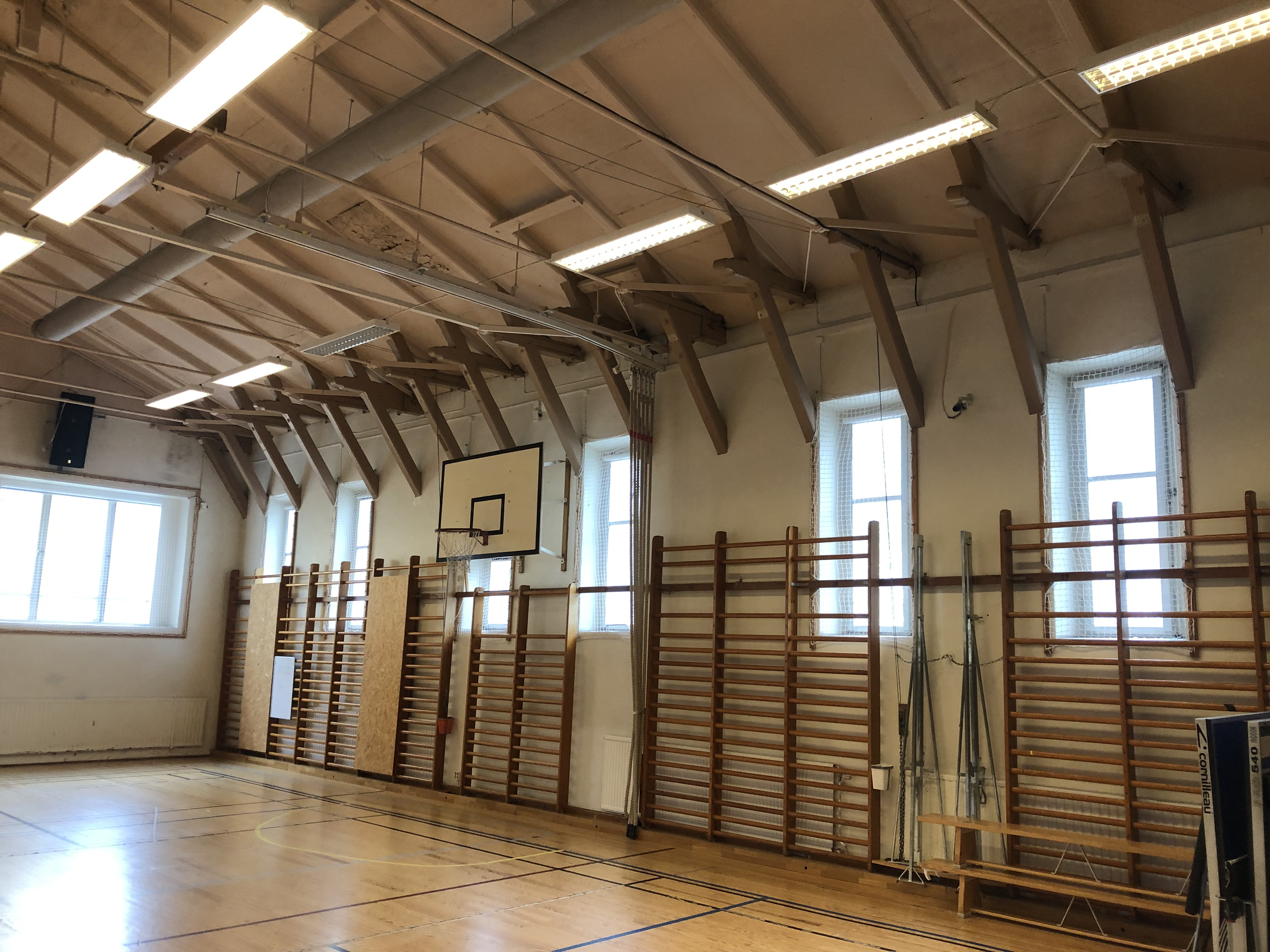
Gymnastiksalens (2023) östra vägg. Den nedersta detaljen i mörkt trä av takbalkarna är original, ljusa takbalkar är nya med originalkonstruktion.

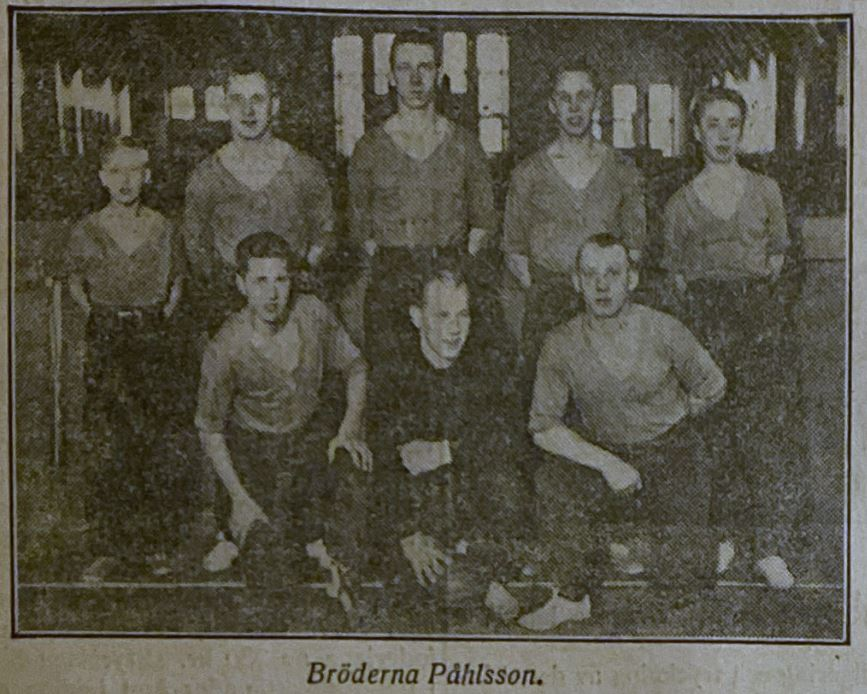
1935 ställde bröderna Pålsson upp i en handbollsmatch mot det lokala laget KIS och vann med 20-16. I bakgrunden kan man se att fönster och takbalkar har samma placering/utseende som idag (2023). Flera av bröderna blev sedan framgångsrika idrottsmän, bland annat med allsvensk handboll i IFK Kristianstad och allsvensk fotboll i AIK och Hammarby IF.

Korridoren är en tidigare idrottshall i Kristianstad. Byggnaden uppfördes 1874 som Exercishuset på dåvarande kasernetablissementet för Kristianstads garnison, och byggdes senare om till idrottshall. Namnet Korridoren kommer från hallens långsmala utformning. En handbollsplan mäter normalt 40*20 meter, men i Korridoren var planen endast 36*13,5 meter, vilket medförde att dispens för matchspel krävdes från Svenska handbollsförbundet. På en plan med fullstora mått möter målgårdslinjen kortsidan vilket skapar plats för kantspelarna. I Korridoren fanns inte denna plats då målgårdslinjen slutade längs långsidorna. Inga omklädningsrum fanns utan spelare och domare fick byta om på Södra Skolan eller i logement på Södra Kasern.
Mest känd är Korridoren som den första hemmaarenan för handbollslaget IFK Kristianstad, men användes även av andra lokala idrottsföreningar som Näsby IF i handboll. Publikrekordet är 1 655 och sattes 10 december 1939 i matchen mellan IFK Kristianstad och Djurgårdens IF HF, detta i en hall med en officiell publikkapacitet på 1 300 personer. IFK Kristianstad spelade i Korridoren totalt 45 matcher i Allsvenskan (dåvarande högsta serien i handboll) och vann 32 av dem, spelade 6 oavgjorda och förlorade 7 (ett utfall på 78%). Journalister från Göteborg som bevakade matcherna med Redbergslids IK och Majornas IK kallade hallen för Kolkällaren då den värmdes av två stora kaminer som fanns på kortsidorna. Den 6 april 1941 vann IFK Kristianstad sitt första SM-guld i handboll genom att på hemmaplan i Korridoren besegra IFK Uppsala med 17-8 (7-3) inför en publik på 1 299.
Publik satt nära planen och dolde ofta sidlinjerna, och det hände att motståndarna fälldes med ett utsträckt publikben. Även hemmaspelarna utnyttjade lokalens förutsättningar, citerat ur Boken om handboll "De gamla bataljhästarna Gunnar Jönsson och Nisse Kjellberg, som spelade ytterforwards, brukade gömma sig bland publiken och sedan överrumplande för motståndarna hoppa in mitt i ett anfall".
Korridoren ersattes som matcharena av Sporthallen som invigdes 1947. I samband med detta byggdes Korridoren om för att anpassas till folkskoleseminariets behov. Entrén till Korridoren vid den södra gaveln revs. När byggnaden byggdes om kom norra delen att ha en större gymnastiksal för seminariet och södra delen inrymde mot väster en skolsal för vad som då betecknades som manlig slöjd (träslöjd). Innan för dessa fanns lektionssalar för undervisning i naturkunskap med ämnen som kemi, fysik och biolog. Det fanns i södra delen av byggnade också en andra våning med fyra omklädningsrum med duschar, två för män och två för kvinnor, vidare fanns arbetsrum för gymnastiklärare. På andra våningen fanns också en mindre gymnastiksal som användes för övningsskolans gymnastikundervisning på seminariet. Behovet av två gymnastiksalar dikterades av att flickor och pojkar separerades under gymnastiken varvid oftast två klassavdelningar på skolan hade gymnastiklektion gemensamt uppdelade i pojkar och flickor.
Idag inrymmer byggnaden en gymnastiksal med balkong i den norra delen, där man kan se hur idrottshallen såg ut genom att takbalkarnas anslutning till väggen är kvar från den tiden. Taket med balkar har bytts ut, men har kvar originalkonstruktionen. I den södra delen har Riksgymnasiet undervisningslokaler. Kristianstads Judoklubb hade sin dojo i byggnaden från 1995 till 2005. Enligt plankartan i detaljplanen har byggnaden ett visst byggnadsskydd genom k-märkning.